# William Scoresby Archipelago
William Scoresby Archipelago är en ögrupp i Antarktis. Den ligger i havet utanför Östantarktis. Australien gör anspråk på området.